# زيف سوراسكي
زيف سوراسكي (بالعبرية: זאב סורסקי‏)، مبرمج إسرئيلي، قام بتعديل وتطوير بي إتش بي برفقة صديقه أندي جتمانز بجامعة Technion
التي كان يَدرس بها. ومحرك زند المرتبط بها. يتحدث زئيف سوراسكي العبرية والإنجليزية.

## خبراته
لديه خبرة طويلة في البرمجة على يونكس وويندوز ولغة البرمجة سي ولغة البرمجة سي++.

## الجوائز التي حصل عليها مع صديقه أندي جوتمانس
- جائزة جامعة Technion لاكثر المشاريع ابداعا لعام 1995.
- جائزة Linuxworld Editor s Choice لعام 1999
- جائزة من Web Techniques Magazine

كما حصلا على العضوية في مؤسسة برمجيات أباتشي